# Farmàcia Ruscalleda
La Farmàcia Ruscalleda és una obra modernista de Sant Feliu de Guíxols (Baix Empordà) inclosa a l'Inventari del Patrimoni Arquitectònic de Catalunya.

## Descripció
Edifici civil. Construcció de cantonada, l'entrada principal està col·locada en l'angle dels dos carrers. És un polígon amagat per una arcada recolzada en una columna d'ordre clàssic feta amb ferro. Dos esglaons enlairen l'accés per donar-li més intimitat. Sobre l'arcada hi destaquen mènsules de gran dimensions de la balconada superior. La superfície de la façana és feta amb maó vist que alterna amb les finestres emmarcades de forma lliure amb acabament semi-circular a la part superior té unes exaltades motllures que suporten el pes dels balcons superiors. Tot l'edifici queda rodejat per un basament de pedra artificial d'altura considerable.

## Història
Projecte del 12 d'octubre de 1909.